# Greenland Taekwon-Do Federation
Die Greenland Taekwon-Do Federation (kurz GTF) ist der grönländische Taekwondoverband.

## Geschichte
Während ihrer Ausbildung im dänischen Ikast betrieben Albrecht Damgaard und Petrus Biilmann Taekwondo. 1976 zogen sie zurück nach Grönland, wo sie die Sportart erstmals bekannt machten. In Nuuk wurde ein erster Verein gegründet. Großmeister Leong Wai Meng verstärkte das Interesse für Taekwondo ab 1977 und anlässlich des Besuchs des Sportgründers Choi Hong-hi im Jahr 1979 gründete er den grönländischen Verband.
Die Greenland Taekwon-Do Federation ist Mitglied der International Taekwon-Do Federation und nimmt darüber an Welt- und Europameisterschaften teil. Daneben veranstaltet der Verband grönländische Meisterschaften für Kinder, Junioren, Senioren und Veteranen.